# Plopeni (okręg Prahova)
Plopeni – wieś w Rumunii, w okręgu Prahova, w gminie Dumbrăvești. W 2011 roku liczyła 1590 mieszkańców.